# Vườn Versailles

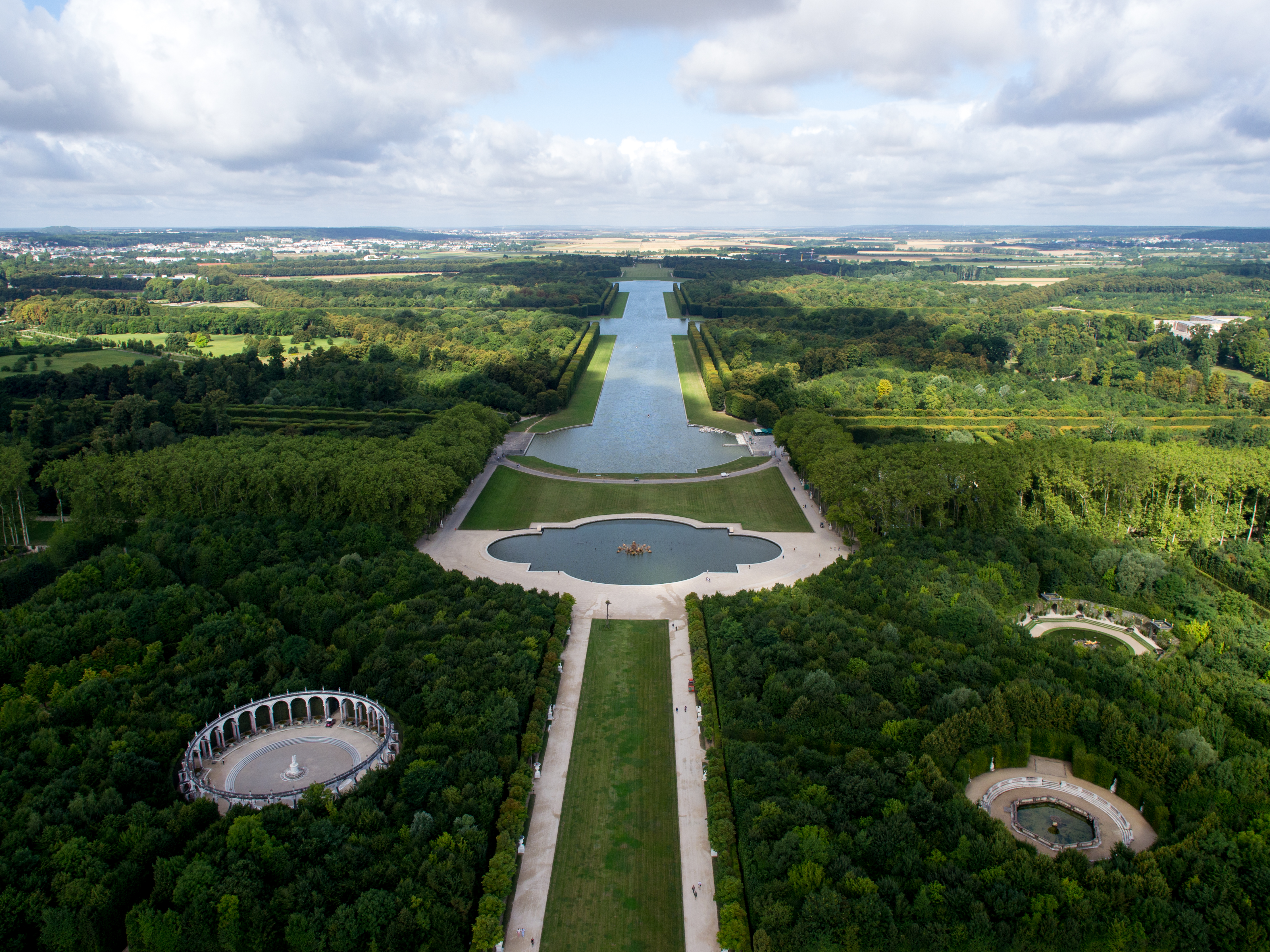
Vườn Versailles nhìn từ phía tây.

Vườn Versailles hay công viên Versailles là một khu vườn lớn nằm ở phía Tây cung điện Versailles. Toàn bộ quần thể rộng lớn này được gọi là lãnh địa hoàng gia Versailles. Vườn Versailles rộng khoảng 800 hecta, là một ví dụ điển hình về vườn kiểu Pháp, được kiến trúc sư cảnh quan André Le Nôtre thiết kế và chỉ huy xây dựng. Năm 1979, lâu đài cùng vườn Versailles đã được tổ chức UNESCO xếp hạng di sản thế giới.